# Оскар II
Оскар II (швед. Oscar II, Оскар Фредрик Бернадот; 21 января 1829, Стокгольм, Швеция — 8 декабря 1907, там же) — король Швеции с 1872 года и до своей смерти, а также король Норвегии с 1872 по 1905 год. Из династии Бернадотов, сын Оскара I и Жозефины Лейхтенбергской. Вступил на престол после брата Карла XV, не оставившего сыновей. В последние годы по состоянию здоровья фактически власть находилась в руках кронпринца, будущего короля Густава V. Имел чин германского гросс-адмирала (13 июля 1905 года).
В 1905 году личная уния Швеции и Норвегии расторгнута, и норвежцы избрали на престол принца Карла Датского, принявшего имя Хокон VII. Хокон VII приходился внучатым племянником Оскару (сын дочери Карла XV).

## Правление

### Внутренняя политика
Политическая жизнь Швеции в период правления Оскара II превратилась в своеобразную «окопную войну» между двумя палатами парламента. Требования Первой палаты по укреплению обороноспособности страны и расширению государственного аппарата никак не согласовывались с требованиями Второй палаты по строгой экономии. Вторая палата выступала также против всяких ассигнований и особенно настойчиво требовала отмены земельных налогов. Все законопроекты реформ наталкивались на противоречия между палатами.
Компромисс был достигнут только в 1892 году с решением вопросов о земельных налогах и обороне. По предложению премьер-министра Э. Г. Бустрема правительство постепенно начало отменять земельные налоги и вводить новую систему обороны страны. Позднее система была закреплена Законом об обороне 1901 года, который окончательно положил конец содержанию армии в мирное время за счёт населения, введённому ещё во времена Карла XI, и образовал призывную армию со сроком службы в 240 дней.
Но в 1880-е годы в шведской политике появились новые проблемы. Начался кризис в сельском хозяйстве вследствие падения мировых цен на зерно. Требования крестьян ввести пошлину на ввоз зерна, чтобы защитить их от падения цен, были поддержаны представителями растущей промышленности, которым сначала было трудно конкурировать с давними и лучше развитыми промышленностями других европейских стран. В 1888 году были введены «защитные» пошлины на зерно и отдельные промышленные товары, которые увеличивались в течение последующих лет.
Вместе с тем проблема пошлин привела к расколу в партии сельских хозяев, которая недавно имела большинство во Второй палате. Росли также требования относительно всеобщего равного избирательного права, которые вылились во внепарламентские демонстрации, так называемые «народные риксдаги» 1890-х годов. Распространялось и крепло рабочее движение, в 1889 году оно оформилось политически через создание социал-демократической партии. Это дало толчок к созданию политических организаций и в риксдаге, и вне его. В 1900 году была образована либеральная коалиционная партия как парламентская фракция, а 1902 году — её главная организация «Всенародный союз вольнодумцев». Со своей стороны для поддержки парламентских консервативных партий в 1904 году образован «Общий союз избирателей». Всё это легло в основу политических партий, которые до сих пор играют большую роль в политической жизни Швеции.

### Отношения с Норвегией
Политическая история Швеции в правление Оскара II обозначена конфликтами внутри унии, которые в 1905 году привели к её отмене. Для первой фазы этого периода характерны ненасильственные попытки Оскара II укрепить свою власть в Норвегии, для второй — борьба норвежцев за создание собственного министерства иностранных дел, а также — независимой консульской системы.
Вскоре после избрания Оскара II королём в 1872 году требования норвежцев о полном парламентском правлении нашли своё воплощение в законе, который позволял министрам принимать участие в сессиях стортинга, фактически делая их ответственными перед стортингом, а не перед королём. Оскар II отказался утвердить этот закон. И хотя в стортинге этот закон принимали трижды — в 1874, 1877 и 1880 годах, — король отказывался утвердить его, заявляя, что речь идет об изменении конституции, а в этом случае, как он считал и как это было принято в Швеции, король имел право на абсолютное, а не временное вето.
Норвежского премьер-министра, который согласился с постановлением короля, привлекли к ответственности перед Государственным судом. Поскольку суд стал на сторону стортинга и в 1884 году объявил консервативное правительство Норвегии отстранённым от власти, Оскар II вынужден был согласиться на правительство, образованное социал-либеральным большинством стортинга. Так норвежский парламентаризм одержал решительную победу.
Тем не менее, новых проблем не пришлось долго ждать. Хотя Норвегия с 1884 года получила полную внутреннюю автономию, за рубежом её представляли шведско-норвежский король или его официальные служащие от шведского министерства иностранных дел. Это было последним препятствием на пути к полному равенству Норвегии со Швецией, и с тех пор на повестке дня унии стоял именно вопрос о представительстве Норвегии за рубежом.
Реформа 1885 года расширила полномочия шведского риксдага в сфере контроля над внешней политикой. Эта по своей сути демократическая реформа имела фатальные последствия. Норвежская внешняя политика, которую осуществлял общий король через шведское министерство иностранных дел, подверглась ещё большей зависимости от чисто шведских чиновников. Поэтому норвежцы начали ещё упорнее требовать создания своих собственных внешнеполитических институтов во главе с норвежским министром иностранных дел. Сделав именно это требование главным в своей политической платформе, норвежская социал-либеральная партия на выборах 1891 года одержала убедительную победу. Но социал-либеральное правительство, на которое вынужден был согласиться Оскар II, не поднимало этого вопроса, предпочитая выдвинуть скромные требование образования норвежской консульской службы. Но даже это требование Оскар II отклонил, вторя сильному сопротивлению шведов. Когда стортинг попытался ввести эту реформу в жизнь односторонне, Оскар II снова под мощным давлением со стороны Швеции решительно отказался её утвердить. Наконец, норвежское правительство и стортинг под угрозой военного вмешательства вынуждены были в 1895 году согласиться на переговоры со Швецией о пересмотре унии в целом.
В то время, несмотря на уступки со стороны Швеции, противоречия в унии так обострились, что любой компромисс стал в дальнейшем невозможным. Когда в 1898 году переговоры были прерваны, а норвежцы продемонстрировали свою независимость тем, что, нарушая королевское вето, убрали символ унии со своего торгового флага, вновь была предпринята попытка снять напряжение через решение незначительной проблемы — образования норвежской консульской службы. Но и эти переговоры оказались безрезультатными. Тогда норвежцы начали действовать по собственному усмотрению. В мае 1905 года стортинг рассмотрел и принял законопроект о создании норвежской консульской службы. После того как Оскар II вновь наложил вето, норвежское коалиционное правительство во главе с Кристианом Микельсеном, созданное специально для проведения этого закона в жизнь, ушло в отставку. Поскольку король в такой ситуации не имел возможности сформировать новое норвежское правительство, стортинг 7 июня 1905 года официально провозгласил, что «уния со Швецией под управлением одного короля отменена, король больше не выполняет функции короля Норвегии».
Это означало конец унии де-факто. Но шведский риксдаг отказался признать это одностороннее и, по его мнению, незаконное постановление стортинга, требуя провести переговоры об отмене унии на законной основе и выдвигая в связи с этим ряд условий: в частности, норвежцы должны были оставить и уничтожить свои крепости, построенные вдоль шведской границы. На конференции, состоявшейся в Карлстаде (Швеция) в сентябре 1905 года, после очень острых дискуссий и мобилизации сил обеих стран было достигнуто общее соглашение об отмене унии.

### Внешняя политика
Оскар II имел несколько иные взгляды, нежели Карл XV. Он увлекался новой Германией под руководством сильного политика Отто фон Бисмарка, поэтому смена короля на троне означала переориентацию шведской внешней политики.
Связи с Германией оживлялись. Шведская промышленность покупала немецкие товары, в шведских университетах читали немецкие книги, а шведские офицеры и служащие старались быть похожими на своих коллег из Германии Вильгельма. Ещё во времена Франко-прусской войны в прессе звучали отдельные голоса в защиту откровенно пронемецкой политики, а в течение 1870-х и 1880-х годов такую политику поддерживали уже большинство ведущих шведских газет.
При таких обстоятельствах Оскар II сам выступил инициатором изменения внешнеполитического курса. Целью шведской внешней политики в 1885 году стал для него «немецко-скандинаво-итальянский союз с присоединением к нему Англии, заключённый ради сохранения мира, открытый и на восток, и на запад».
На рубеже XX века и в течение первых его лет угроза русификации Финляндии, где правил русский генерал-губернатор Бобриков, ещё больше стимулировала осуществление Швецией пронемецкой политики. Российская угроза, казавшаяся слишком реальной, а также обострение конфликтов с Норвегией делали естественной ориентацию Швеции на Германию. Но одновременно сильные элементы внутри рабочего движения, стремительно развивавшегося, и либеральной партии требовали отмежевания от всё более агрессивного германского империализма. Так начали очерчиваться контуры политики нейтралитета, которая стала характерной для Швеции в течение XX века.

## Личность

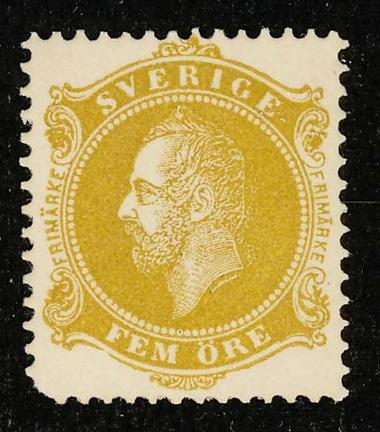
Оскар II на марке Швеции 1885 года

Оскар, как и его старший брат, увлекался литературой, переводил, писал исторические труды, сочинял музыку (некоторые его произведения приобрели большую известность). Был покровителем наук, объявлял естественнонаучные конкурсы; при нём Швеция и Норвегия начали вручать Нобелевскую премию (премия была введена ещё до расторжения шведско-норвежской унии, поэтому Нобелевская премия мира до сих пор вручается в Норвегии).
9 июля 1846 года был награждён орденом Св. Андрея Первозванного.

## Семья

2 кроны 1907 г., шведская памятная монета, посвящённая золотой свадьбе короля Оскара II и королевы Софии

С 1857 года Оскар был женат на Софии Нассауской (1836—1913), от которой у него было четверо сыновей:
- Густав V (1858—1950), король Швеции
- Оскар (1859—1953), герцог Готландский, Граф Висборгский
- Карл (1861—1951), герцог Вестергётландский
- Евгений (1865—1947), герцог Нерке, был одним из самых известных шведских художников.

Кроме официальных, король имел ещё несколько внебрачных детей, которых никогда не признал.
- Анна Гофман-Уддгрен (1868—1947) — дочь Эммы Хаммарстрём (1849—1910) — актриса, певица, первая женщина-режиссёр в Швеции.
- Элин Эспинг Шмитц (1878—1960) — сын Паулины Матильды Эспинг (1858—1878).
- Кнут Август Экстам (1878-?) — сын оперной певицы Мари Фриберг (1852—1934).
- Флоренс Стивенс (1881—1979) — дочь Элизабет Крюгер Стивенс (1858—1911).
- Нильс Теодор Экстам (1889—1954) — сын Мари Фриберг.